# Gypona saavedra
Gypona saavedra är en insektsart som beskrevs av Delong och Foster 1982. Gypona saavedra ingår i släktet Gypona och familjen dvärgstritar. Inga underarter finns listade i Catalogue of Life.